# Communium interpretes dolorum
Communium interpretes dolorum è la settima enciclica pubblicata da papa Pio XII il 15 aprile 1945.

## Contenuto
Il Papa invita a fare pubbliche preghiere per la pace dei popoli.